# Neoregelia tigrina
Neoregelia tigrina är en gräsväxtart som först beskrevs av Augusto Ruschi, och fick sitt nu gällande namn av Augusto Ruschi. Neoregelia tigrina ingår i släktet Neoregelia och familjen Bromeliaceae. Inga underarter finns listade i Catalogue of Life.